# Hotel New World

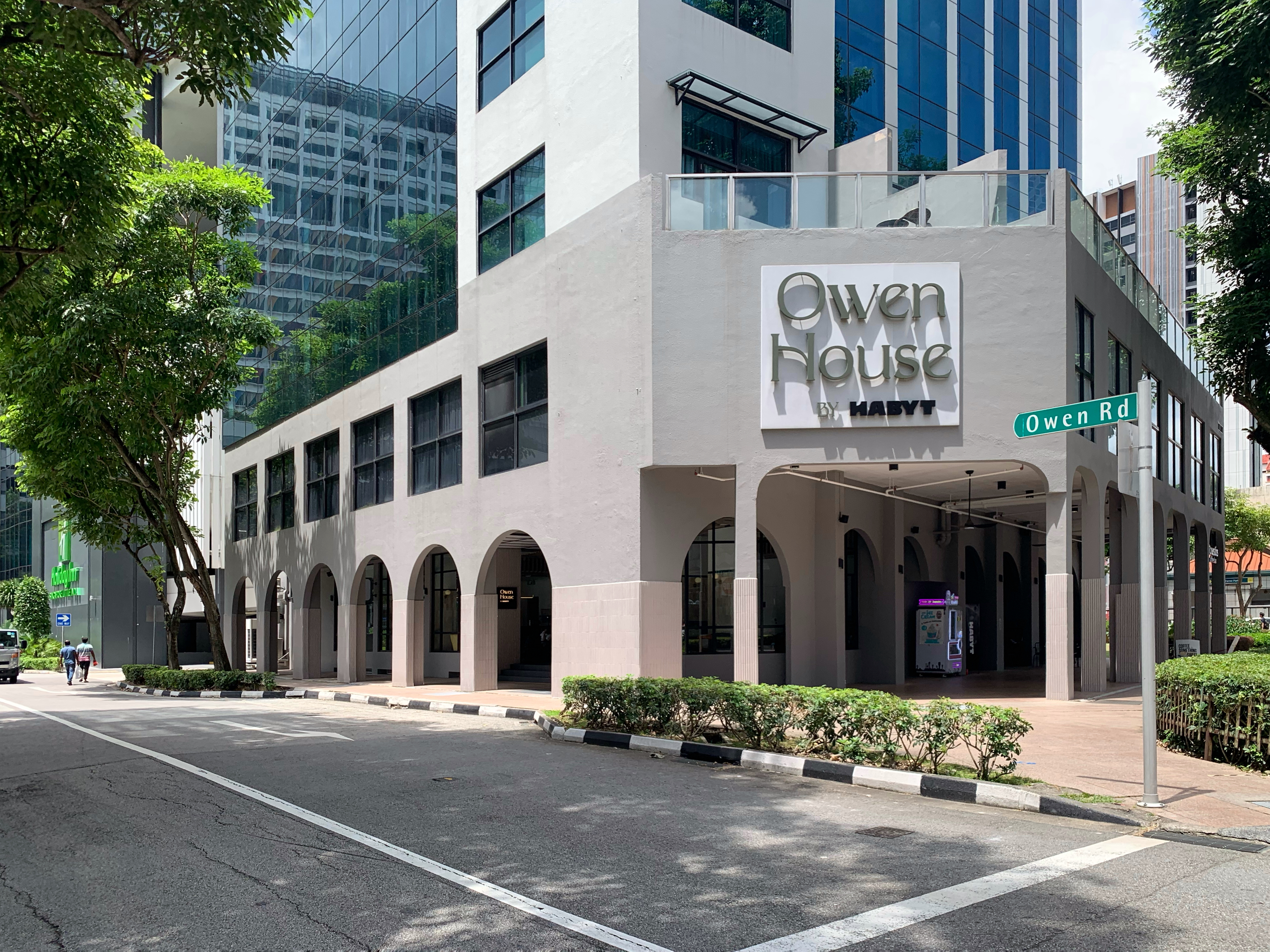
Der ehemalige Standort des Hotel New World, wie im Jahr 2025 fotografiert

Das Hotel New World befand sich in Singapur an der Kreuzung von Serangoon Road und Owen Road. 
Das sechsstöckige Hotelgebäude stürzte am 15. März 1986 um 11:25 Uhr aufgrund eines fatalen Konstruktionsfehlers ein. 
50 Menschen wurden unter den Trümmern eingeschlossen. 
17 konnten gerettet werden, 33 kamen um.
Minderwertiges Baumaterial und die nahe gelegenen Bauarbeiten an einem U-Bahn-Tunnel konnten als Ursachen ausgeschlossen werden. Eine Überprüfung der Pläne ergab, dass die verantwortlichen Ingenieure zwar das Gewicht der Innenausstattung, Gebäudeinstallationen wie Strom und Wasser und das der Menschen korrekt berücksichtigt hatten, jedoch nicht das Eigengewicht des Gebäudes selbst. 
Gebaut nach allen Regeln der Kunst, bewirkte dieser verheerende Berechnungsfehler eine unzureichende Statik und Tragfähigkeit und führte im Endeffekt zum Einsturz des Gebäudes.

## Mediale Rezeption
Eine Folge der Fernsehserie Sekunden vor dem Unglück widmete sich dem Einsturz.